# Universidade Estadual Paulista em Araçatuba
A Faculdade de Odontologia de Araçatuba (FOA) foi criada pela lei 2.633 em 20 de janeiro de 1954. Em 20 de janeiro de 1955, a faculdade é incluída no sistema estadual de ensino superior do Estado, na condição de Instituto isolado de Ensino Superior, mantido pelo Governo do Estado de São Paulo. Por meio do Decreto federal n.º 41.557, de 22 de maio de 1957, foi autorizado o funcionamento do curso de Odontologia e aprovado o respectivo Regimento. Com a criação da UNESP em 30 de janeiro de 1976, a FOA passa a fazer parte da instituição.
Está estruturada em seis departamentos de ensino:
1. Departamento de Ciências Básicas
2. Departamento de Cirurgia e Clínica Integrada
3. Departamento de Materiais Odontológicos e Prótese
4. Departamento de Odontologia Infantil e Social
5. Departamento de Odontologia Restauradora
6. Departamento de Patologia e Propedêutica Clínica.

O Centro de Assistência Odontológica a Portadores de Necessidades Especiais (CAOE) é uma Unidade Auxiliar da Faculdade de Odontologia do Campus de Araçatuba (UNESP). Tem como objetivos primordiais o Ensino, a Pesquisa e a Assistência Odontológica Integrada a Pacientes com Deficiência Mental, associada ou não a outras deficiências. O Centrinho de Araçatuba (como é conhecido popularmente) é responsável pela assistência de milhares de pacientes provenientes de diversos municípios de diferentes estados brasileiros.
Voltado à maximização do equilíbrio biopsicossocial do Paciente Especial, o CAOE estrutura-se no trabalho integrado de duas sólidas Equipes: a Odontológica e a Multidisciplinar, esta última apoiando, individualizando e complementando a assistência. A Assistência Integral a Pacientes Especiais (de qualquer idade) prestada pelo CAOE é mantida com recursos financeiros provenientes da UNESP, SUS–Ministério da Saúde e da SEPAE (Sociedade Pró Estudo, Pesquisa e Assistência a Pacientes Especiais).
A unidade possui ainda o Centro de Oncologia Bucal, realizando em nível regional, o tratamento de pacientes com tumores de cabeça e pescoço e também atende casos de lesões benignas grandes (cirurgias realizadas em ambiente hospitalar) encaminhadas pela Disciplina de Estomatologia.O Centro de Oncologia Bucal (COB) está subordinado à direção da Faculdade de Odontologia do Campus Araçatuba- UNESP e vinculado ao Departamento de Patologia e Propedêutica da mesma instituição.
Atualmente a faculdade oferece o curso de Odontologia em dois períodos: integral e noturno. O ingresso se da pelo vestibular de verão da Unesp, realizado pela Fundação Vunesp. Para o curso integral são oferecidas 80 vagas, com duração de 5 anos, já para o curso noturno são oferecidas 30 vagas, com duração de 6 anos.
Oferece 4 programas de pós graduação:
Odontologia (Mestrado e Doutorado): o curso possui conceito CAPES 5, e possui as seguintes áreas de concentração: Cirurgia e Traumatologia Buco-Maxilo-Facial,Clínica Integrada, Dentística, Estomatologia, Ortodontia, Periodontia e Prótese Dentária.
Ciência Odontológica (Mestrado e Doutorado): o curso possui conceito CAPES 5, e possui as seguintes áreas de concentração: Biomateriais, Endodontia e Saúde Bucal da Criança.
Ciências Fisiológicas (Mestrado e Doutorado): o curso possui conceito CAPES 4.
Odontologia Infantil e Social (Mestrado e Doutorado): o curso possui conceito CAPES 4.
O Campus possui a Biblioteca da Faculdade de Odontologia de Araçatuba, criada em 1956 com a instalação dos cursos de Odontologia e Farmácia em Araçatuba, iniciando suas atividades em 1957. A sua criação fundamentou-se na Lei de Organização Didática e Administrativa n.4221, de 15 de outubro de 1957.
Até 1969 a Biblioteca da FOA não tinha um nome. Mas, no dia 29 de março de 1969, a nossa Biblioteca ganha um nome. O nosso homenageado é o prof. dr. Honório Monteiro, sendo assim, o nosso patrono.[

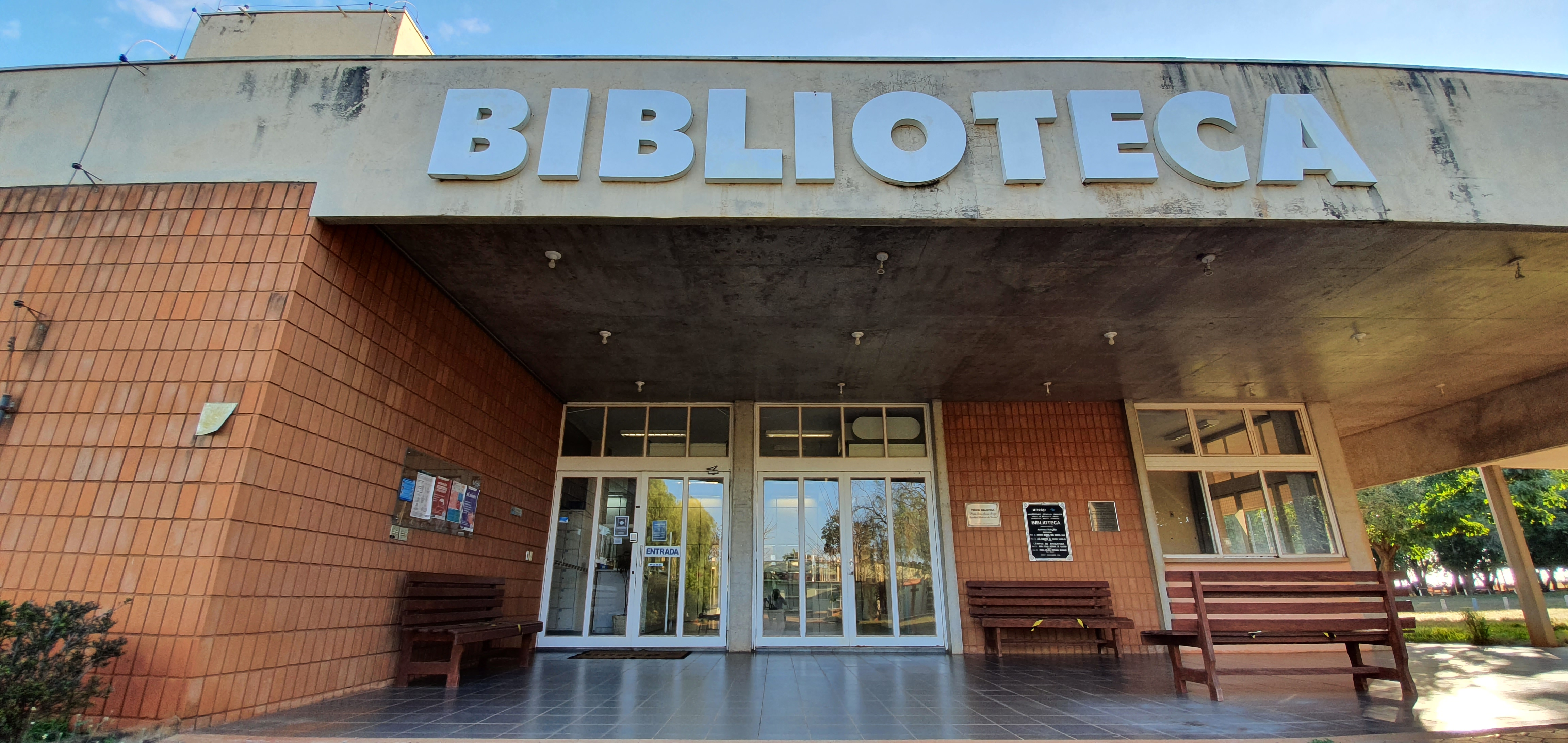
Fachada da Biblioteca "Honório Monteiro", Campus de Araçatuba

Junto com a Faculdade Medicina Veterinária de Araçatuba, compõe o Campus da Unesp em Araçatuba, oferecendo as duas anualmente 170 vagas para a população.